# Santa Fe dels Solers
Santa Fe dels Solers és una ermita preromànica al costat del Mas dels Solers, al terme municipal de Sant Climent Sescebes, a l'Alt Empordà. És una construcció romànica d'una sola nau i planta quadrangular, amb un absis trapezoïdal. Els murs són de pedra i argamassa, en alguns llocs presenta parament d'opus spicatum, cosa que porta a pensar que és una construcció bastant antiga i reformada en el temps. Actualment no hi ha culte i està oberta.

## Situació
Situada al nord de la població de Sant Climent, molt a prop del mas Solers, a uns cinc quilòmetres de distància del nucli urbà i a uns tres quilòmetres del veïnat de Vilartolí. S'hi accedeix pel camí de Requesens i es troba en una zona deshabitada a la vall del riu Anyet.

## Descripció
Església d'una sola nau amb absis de planta trapezoïdal capçat a llevant. L'interior, cobert amb voltes de canó, presenta dos sectors bastits en diferent època, comunicats mitjançant un arc toral situat al mateix lloc on hi havia el frontis primitiu.
L'arc està bastit amb carreus de pedra ben desbastats i es recolza damunt dues pilastres adossades als murs laterals, que presenten les impostes motllurades. Les voltes de la nau conserven les empremtes de les llates de fusta de l'encofrat que fou utilitzat per construir-les, en canvi, la volta de l'absis presenta una notable capa d'arrebossat de morter i és força més baixa que la resta de voltes del temple.
La part més antiga de l'edifici es correspon amb l'absis i el tram oriental de la nau, resseguida per un banc de pedra adossat als murs laterals. També destaca l'enllosat de pedres desbastades de granit. El banc corregut delimita l'inici de la zona presbiteral, disposada a dos nivells aconseguits mitjançant l'excavació de la roca, que aflora a l'interior de l'església.
L'ampliació de la nau vers ponent està disposada a un nivell més baix que la resta i també presenta bancs correguts als laterals. En aquest sector del temple cal destacar una porta de mig punt tapiada al mur de tramuntana, que conserva les pollegueres de pedra de la porta original.
L'accés a l'interior de l'ermita està situat al mur de migdia de la part primitiva de la nau i es correspon amb una obertura de forma irregular oberta posteriorment. La porta d'accés original, actualment tapiada, se situa a llevant d'aquesta. Es tracta d'una obertura d'arc de mig punt adovellat amb els brancals bastits amb carreus de mida gran.
L'actual frontis, orientat a ponent, presenta una altra porta d'arc de mig punt adovellat, tapiada i força degradada exteriorment. A l'interior també conserva les pollegueres de l'antiga porta. Damunt seu hi ha una petita finestra de mig punt i d'un sol biaix. La construcció original està bastida amb pedra petita desbastada lligada amb morter de calç i disposada irregularment. A les cantonades hi ha pedres més grosses escairades. La part de ponent, en canvi, està construïda amb blocs de mida més gran, ben desbastats i disposats formant filades regulars, amb carreus a les cantonades.
L'església presenta una tanca de pedra a la banda sud de l'edifici que podria delimitar l'antic cementiri.

## Història
De l'ermita preromànica de la Santa Fe dels Solers no es tenen referències documentals fins a finals del segle xiv, quan apareix esmentada en dos nomenclàtors coetanis com a sufragània de Sant Climent de Sescebes; d'altra banda el paratge dels Solers ja és esmentat des del segle xiii. Tot i això, l'origen del temple és incert i diferents experts la daten de manera dispar:
D'una banda Joan Badia i Homs creu que el cos original va ser bastit entre els segles VII-VIII, encara que altres prefereixen datar el cos primitiu en un moment indeterminat entre els segles VIII-IX, però sense descartar la possibilitat que realment sigui més antiga. Sembla que hi ha més acord respecte a l'ampliació del segon cos que se situa al segle x, segurament a la segona meitat. Hom pot dir que per les característiques de l'edifici i del context geogràfic on es troba, aquesta havia estat, en origen, capella d'un fundus, vil·la o establiment rural encara dins de la tradició romana i fent molt posteriorment les funcions d'estable, en el moment que els masos del Solers estaven habitats.
A partir d'una publicació als anys 70 sobre la descoberta d'una església preromànica a l'Albera, la preocupació del seu estat es va fer manifesta i el Grup d'Art i Treball del Centre Excursionista Empordanès realitzà l'any 1976 uns treballs de neteja i consolidació en el paviment i la teulada, així com la col·locació d'un vidre a la finestra i d'una porta de fusta que va ser cremada durant els incendis que abastaren l'Albera l'estiu del 1986 i substituïda per l'actual metàl·lica.
Cal esmentar la làpida sepulcral de granit que es va trobar a tocar a l'ermita, al mur meridional de l'ermita i que es va traslladar dintre de l'ermita. Aquesta està datada al segle xiv i presenta incisa una creu grega amb línies múltiples i inscrita en un cercle, a més d'una inscripció en part il·legible, però de la que es pot recuperar la part final: V DIES MARCI ANNO DOMINI MCCCLXXXII OBIT BN DOMENECH. És molt possible que aquesta fes referència alguns dels sacerdots adscrits a l'església durant el segle xiv.